# Schloss Crailsheim (Rödelsee)

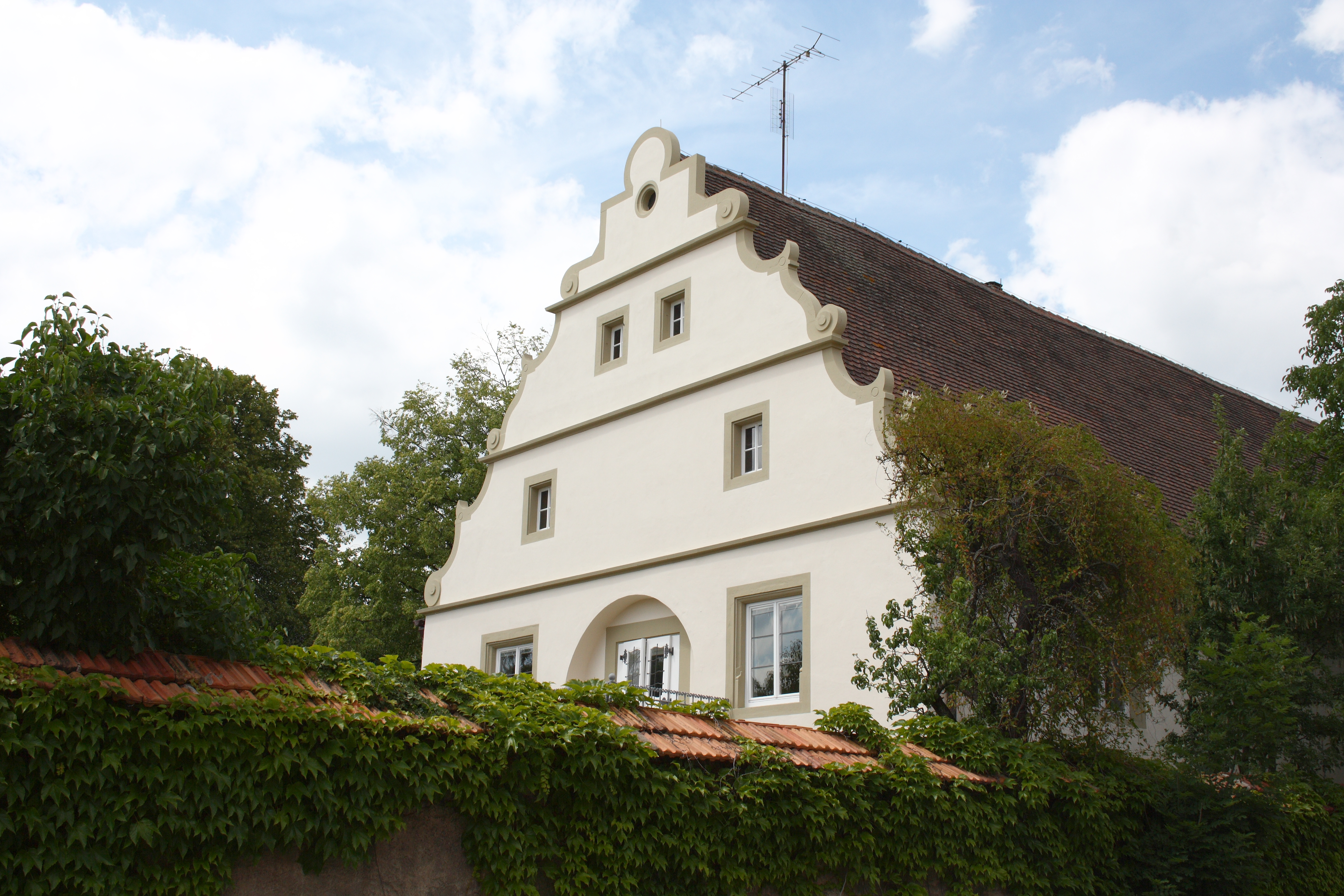
Schloss Crailsheim

Das Schloss Crailsheim in Rödelsee, einer Gemeinde im unterfränkischen Landkreis Kitzingen (Bayern), wurde um 1600 erbaut. Das ehemalige Schloss an der Schloßstraße 2 ist ein geschütztes Baudenkmal.

## Geschichte
Der zweigeschossige Satteldachbau mit Volutengiebeln und Freitreppe wurde um 1600 für die  Freiherren von Crailsheim erbaut. Das Hoftor schmücken beiderseits Löwen aus dem 18. Jahrhundert.
1954 kaufte die Gebietswinzergenossenschaft das Schloss und die Nebengebäude. Die Winzergenossenschaft Franken betreibt heute in dem Gebäude eine WeinGalerie. Der Kellereibetrieb wurde vor Jahren nach Repperndorf verlagert. Das Schloss wird vom Bayerischen Landesamt für Denkmalpflege als Baudenkmal geführt, während die Reste des Vorgängerbaus im Boden als Bodendenkmal eingeordnet wird.